# كأس الإنتركونتيننتال 1995
كأس الإنتركونتيننتال 1995 جمعت نسخة عام 1995 في بطولة كأس الإنتركونتيننتال بطل دوري أبطال أوروبا لموسم 1994-95 نادي آياكس الهولندي مع بطل كأس ليبرتادوريس سنة 1995 نادي غريميو بورتو أليغرينزي البرازيلي على الملعب الأولمبي الوطني في العاصمة اليابانية طوكيو ، وحقق آياكس البطولة بعد الفوز بنتيجة 4-3 بركلات الترجيح بعد تعادل الفريقين في الوقتيّن الأصلي و الإضافي 0-0.

## التفاصيل
| آياكس | 0–0 (ب.و.إ.) | غريميو |
| ----- | ------------ | ------ |
|       |              |        |